# Jisra'el Amir
Jisra'el Amir (hebrejsky: ישראל עמיר, narozen 19. října 1903, Vilnius, Ruské impérium – 1. listopadu 2002, Tel Aviv, Izrael) byl první velitel Izraelského vojenského letectva. Narodil se v carském Rusku a do Palestiny imigroval v roce 1923, ještě za dob britského mandátu. Svou vojenskou kariéru poté začal vstupem do nově zřízené židovské polovojenské organizace Hagana. Po vyhlášení izraelské nezávislosti 14. května 1948 vznikly Izraelské obranné síly spojením Hagany a Židovské brigády. Letecká složka Hagany, Šerut Avir, se stala Izraelským vojenským letectvem a 16. května byl jmenován jejím velitelem premiérem Davidem Ben Gurionem. Šerut Avir využíval malé množství starých a nevojenských letadel, a tak největším problémem jemuž nové letectvo čelilo bylo získání moderních vojenských letadel. Amir okamžitě zajistil dodání několika stíhacích letounů Avia S-199 a amerických bombardérů B-17 Flying Fortress, které byly do Izraele dodány z Československa. Z armády odešel v roce 1969.